# Minh Nông
Minh Nông là một phường thuộc thành phố Việt Trì, tỉnh Phú Thọ, Việt Nam.

## Địa lý
Phường Minh Nông nằm ở phía nam thành phố Việt Trì, có vị trí địa lý:
- Phía đông giáp phường Gia Cẩm và phường Tiên Cát
- Phía tây giáp huyện Lâm Thao
- Phía nam giáp thành phố Hà Nội
- Phía bắc giáp các phường Nông Trang, Minh Phương và xã Thụy Vân.

Phường Minh Nông có diện tích 10,53 km², dân số năm 2018 là 11.609 người, mật độ dân số đạt 1.102 người/km².
Nơi đây được gắn chặt với thời đại sơ khai của đất nước, khi Vua Hùng dạy dân cấy lúa.
Quốc lộ 2 chạy qua địa bàn phường với chiều dài khoảng 3 km, nối liền với các phường: Tiên Cát, Minh Phương, Gia Cẩm và xã Thụy Vân.

## Lịch sử
Địa bàn phường Minh Nông hiện nay trước đây vốn là phường Minh Nông và xã Tân Đức thuộc thành phố Việt Trì.
Xã Tân Đức trước đó thuộc huyện Ba Vì của tỉnh Hà Tây cũ (từ 12/1978 đến 8/1991 thuộc thủ đô Hà Nội). Ngày 1 tháng 7 năm 2008, xã được sáp nhập vào thành phố Việt Trì theo Nghị quyết số 14/2008/QH12 của Quốc hội.. Đây là xã duy nhất của tỉnh Hà Tây sáp nhập vào tỉnh Phú Thọ khi cả tỉnh Hà Tây sáp nhập vào thủ đô Hà Nội.
Ngày 19 tháng 1 năm 2009, Chính phủ ban hành Nghị định số 05/NĐ-CP, xác định địa giới hành chính xã Tân Đức thuộc thành phố Việt Trì. Xã Tân Đức có 454,08 ha diện tích tự nhiên, dân số là 2.721 người.
Ngày 5 tháng 5 năm 2010, Chính phủ ban hành Nghị quyết số 21/NQ-CP, thành lập phường Minh Nông trên cơ sở toàn bộ diện tích và dân số của xã Minh Nông.
Sau khi thành lập, phường Minh Nông có 589,22 ha diện tích tự nhiên, dân số là 8.531 người.
Năm 2018, phường Minh Nông có diện tích 5,85 km², dân số là 8.976 người, mật độ dân số đạt 1.534 người/km². Xã Tân Đức có diện tích 4,68 km², dân số là 2.633 người, mật độ dân số đạt 135 người/km².
Ngày 17 tháng 12 năm 2019, Ủy ban Thường vụ Quốc hội ban hành Nghị quyết 828/NQ-UBTVQH14 về việc sắp xếp các đơn vị hành chính cấp xã thuộc tỉnh Phú Thọ (nghị quyết có hiệu lực từ ngày 1 tháng 1 năm 2020). Theo đó, sáp nhập toàn bộ diện tích và dân số của xã Tân Đức vào phường Minh Nông.